# Décès en 1127
Décès
- 1123
- 1124
- 1125
- 1126
- 1127
- 1128
- 1129
- 1130
- 1131

Cette page dresse une liste de personnalités mortes au cours de l'année 1127 :
- 7 février : Ava von Göttweig, poétesse.
- 10 février : Guillaume IX d'Aquitaine, ou Guillaume VII, comte de Poitou, comte de Poitiers, duc d'Aquitaine et de Gascogne.
- 1er mars : Guillaume III de Bourgogne, comte palatin de Bourgogne, et de Mâcon.
- 2 mars : Charles le Bon, comte de Flandre.
- 22 mars ou 7 juin : Henri (prince des Abodrites).
- 12 août : Jourdain d'Ariano, baron italo-normand du duché d'Apulie.
- 30 septembre : Fujiwara no Hiroko, impératrice consort du Japon.
- 12 novembre : Godbald (en), évêque d'Utrecht.
- 25 novembre : Minamoto no Yoshimitsu, samouraï du clan Minamoto durant l'époque de Heian du Japon.
- 19 décembre : Jourdain II de Capoue, prince de Capoue.

- Aimery V de Thouars, 14e vicomte de Thouars.
- Albert de Montecorvino (en), évêque de Montecorvino (en).
- Arsène d'Ikaltho, philosophe et religieux géorgien.
- Gens du Beaucet, ermite.
- Gilla Críst Ua Máel Eóin (en), historien irlandais et abbé de Clonmacnoise.
- Gualfardo de Vérone, artisan, commerçant et ermite de Souabe qui vivait à Vérone.
- Guillaume d'Apulie, duc normand d'Apulie et de Calabre.
- Henri de Coquet, ermite danois.
- Mas’ûd ibn Bursuqî, atabeg de Mossoul et d'Alep.
- Qutb ad-Din Muhammad, prince turc et le premier gouverneur du Kharizm pour les sultans seldjoucides.
- Richard de Belmeis I (en), ou Richard de Beaumais, évêque de Londres.
- Richard de Capella (en), évêque de Hereford.
- Oddone Frangipane, moine bénédictin et ermite italien.
- Ulrich de Bamberg (en), prêtre et chroniqueur qui vivait à Bamberg.
- Zhu (en), impératrice chinoise de la dynastie Song.

date incertaine (vers 1127)
- Étienne d'Aumale, comte d'Aumale sous les règnes des ducs de Normandie Robert Courteheuse et Henri Ier Beauclerc.

## Crédit d'auteurs
- Cet article est partiellement ou en totalité issu de l'article intitulé « 1127 » (voir la liste des auteurs).